# Ядовники-Рицерські
Ядовники-Рицерські (пол. Jadowniki Rycerskie, нім. Jadownik) — село в Польщі, у гміні Жнін Жнінського повіту Куявсько-Поморського воєводства.
Населення — 378 осіб (2011).

## Демографія
Демографічна структура станом на 31 березня 2011 року:
|          | Загалом | Допрацездатний вік | Працездатний вік | Постпрацездатний вік |
| -------- | ------- | ------------------ | ---------------- | -------------------- |
| Чоловіки | 194     | 41                 | 130              | 23                   |
| Жінки    | 184     | 44                 | 106              | 34                   |
| Разом    | 378     | 85                 | 236              | 57                   |